# Luis Val
Luis Val (ur. 17 października 1959) – australijski judoka. Olimpijczyk z Seulu 1988, gdzie zajął dwudzieste miejsce w wadze półśredniej.
Piąty na mistrzostwach świata w 1987; uczestnik zawodów w 1985 i 1991. Mistrz Oceanii w 1979 i drugi w 1983. Mistrz Australii w latach 1984–1987, 1991 i 1995.

## Letnie Igrzyska Olimpijskie 1988
| Konkurencja | Eliminacje              | Klas. końcowa |
| Konkurencja | Przeciwnik I            | Miejsce       |
| ----------- | ----------------------- | ------------- |
| 78 kg       | Temel Çakıroğlu (TUR) P | 20.           |